# Эскадрилья «Летучая мышь»
«Эскадрилья „Летучая мышь“» (нем. Geschwader Fledermaus) — фильм 1958 года производства ГДР режиссёра Эриха Энгеля.

## Сюжет
Экранизация одноименной пьесы Рольфа Хонолда (1957, пер. на русский язык в 1958 году), сюжет которой основан на сообщении французской газеты об участи в  войне в Индокитае американских лётчиков-наёмников авиакомпании «Civil Air Transport» американского генерала в отставке Ли Шеннолта — купив списанные армейские самолёты после Второй мировой войны и наняв лётчиков-ветеранов, транспортировал грузы во время вооружённых конфликтов.

Сюжет фильма «Эскадрилья „Летучая мышь“» передан в нескольких строках вступительных титров: лётчики частной американской транспортной компании, нарушив нейтралитет, за доллары ввязываются в войну между освободительной армией демократического Вьетнама и французскими колонизаторами и погибают один за другим. Однако это вовсе не памфлет против наёмников империализма и не нравоучительная притча о мальчиках, которые продали души дьяволу и были за то наказаны господом богом. Отчаянные парни, мастера ночных полётов, американские лётчики вызывают интерес зрителя.— журнал «Искусство кино», 1960 год
1954 год, война в Индокитае. Американская частная гражданская авиакомпания генерала в отставке Ли, неофициально называемая Эскадрилья «Летучая мышь», перевозит грузы снабжения для французской колониальной армии в борьбе против Вьетминя. Пилоты эскадрильи — все американцы, лётчики-ветераны Второй мировой войны.
Первоначально миссия предполагала только перевозку французских раненых и невоенных грузов, но по мере продвижения Вьетнамской освободительной армии, которая начинает окружать французов, эскадрилья — за большую плату и игнорируя международную конвенцию — начианает перевозить войска.
Ситуация пилотов становится всё труднее. Экипажи не возвращаются, всё чаще сбиваемые зенитками вьетнамцев. Коротая время между вылетами поигрывая в пинг-понг, попивая алкоголь и посещая ханойский бордель лётчики всё чаще задумываются — что они делают тут… «слепые летучие мыши» начинают прозревать: разность мнений и оценок своей миссии приводит к разным решениям…

## В ролях
- Вольфганг Хайнц — генерал Ли (прототип — Ли Шеннолт)
- Кристина Ласцар — Рут Флессинг
- Гюнтер Зимон — Teкс Станковский, пилот
- Нгуен Тхи Хоа — Тао, вьетнамская переводчица
- Курд Пириц — Митч Брик, пилот
- Вернер Лирк — Сэм Кирби, пилот
- Отто Старк — Лео Кайман, пилот
- Герхард Фрей — Пирси Браун, пилот
- Хорст Шён — Смарт Льюис, пилот
- Норберт Кристиан — Тэрри Вэрни, пилот
- Ханс-Вальтер Клазен — Энди Уэст, пилот

## Съёмки
Весь фильм был снят на киностудии DEFA в Бабельсберге, соответственно все сцены полётов анимированы, за визуальные эффекты отвечали супруги Эрнст и Вера Кунтсман, известные создатели спецэффектов — воссоздавали модель корабля для фильма «Титаник», полёт на ядре в фильме «Мюнхгаузен», реализовывали амбициозные спецэффекты для фильма «Безмолвная звезда».
Через контакты автора экранизируемой пьесы в Северном Вьетнаме для съёмок удалось нанять двух вьетнамских актёров, но остальные, в том числе статисты изображающие вьетнамцев — непрофессиональные актёры — студенты рабочих факультетов из Северной Кореи.
Исполнительница роли Тао — актриса Нгуен Тхи Хоа — играет почти саму себя — она была фронтовиком в Народной армии, с высокими наградами, а затем телеведущей и певицей. Она же спела песню в фильме, сочиненная с вьетнамскими мотивами композитором Хансом Эйслером.

## Критика
Карл-Эдуард фон Шницлер в журнале «Filmspiegel» дал очень высокую оценку фильму, назвав его «прорывом киностудии ДЕФА», и хотя отметил слабость в звуковом оформлении, в целом — фильм отлично снят. Среди актёров выделел исполнение Ханс-Вальтером Клазеном роли Энди Уэста, которое действует «удручающе искренне своей суровостью и жестокой наглостью», и «просто мастерское» исполнение Вольфгангом Хайнцем роли генерала Ли.
Фильм также им был назван как «реалистичный — не только в изображении преступлений и беспорядков, но и в изображении наёмников».
При этом критик отметил что то, что происходит в фильме — совершенно актуально, учитывая современные колониальные войны:

То, что происходит во Вьетнаме в фильме, произошло в Иордании и Ливане несколько месяцев назад. Алжир и Кипр тоже не совсем от мира сего. И ссора между американцами и французами, общее зло империалистов при одновременной зависти, ненависти, шантаже и угрозах друг другу — это было сейчас на повестке дня НАТО и общего рынка в день премьеры фильма.